# Seven Seconds (série télévisée)
Pour les articles homonymes, voir 7 Seconds.
Seven Seconds est une série télévisée dramatique américaine en dix épisodes d'environ 60 minutes créée par Veena Sud d'après le film russe Le Major écrit et réalisé par Youri Bykov. Elle a été mise en ligne le 23 février 2018 sur Netflix.

## Synopsis
Peter Jablonski, un inspecteur des stups blanc, polonais et américain de la police de Newark, renverse accidentellement et blesse grièvement Brenton Butler, un adolescent noir de Jersey City, avec sa voiture. Jablonski appelle sur les lieux ses collègues policiers corrompus qui travaillent avec lui à la division des stupéfiants. Ils supposent que Brenton est mort et une opération de camouflage s'ensuit. Les tensions raciales explosent face à l'injustice et à l'absence de résolution rapide de l'affaire.

## Distribution

### Acteurs principaux
- Clare-Hope Ashitey (VF : Ingrid Donnadieu) : K.J. Harper
- Beau Knapp (VF : Franck Lorrain) : Peter Jablonski
- Michael Mosley (VF : Thomas Roditi) : Joe « Fish » Rinaldi
- David Lyons (VF : Alexis Victor) : Mike DiAngelo
- Russell Hornsby (VF : Frantz Confiac) : Isaiah Butler
- Raúl Castillo (VF : Raphaël Cohen) : Felix Osorio
- Patrick Murney (VF : Jérémie Bédrune) : Manny Wilcox
- Zackary Momoh (VF : Eilias Changuel) : Seth Butler
- Michelle Veintimilla (en) (VF : Elsa Davoine) : Marie Jablonski
- Regina King (VF : Laura Zichy) : Latrice Butler

### Acteurs secondaires
- Jeremy Davidson (VF : Olivier Chauvel) : James Connelly
- Adriana DeMeo (VF : Victoria Grosbois) : Teresa
- Nadia Alexander (VF : Leslie Lipkins) : Nadine MacAllister
- Coley Speaks (VF : Namakan Koné) : Vontrell « Messiah » Odoms
- Melanie Nicholls-King (VF : Nathalie Bleynie) : Marcelle
- Justine Adorno (VF : Anne-Charlotte Piau) : Jasmine
- Sprague Grayden (VF : Pauline Brunel) : Alisonn
- Corey Champagne (VF : Sébastien Boju) : Kadeuce Porter
- Lesli Margherita (VF : Vanessa Van-Geneugden) : Crystal DiAngelo
- Ron Canada (VF : Nicolas Justamon) : Pasteur Adler
- Fredric Lehne (VF : Loïc Houdré) : Peter Jablonski Sr.
- David Zayas (VF : Emmanuel Jacomy) : Capitaine Medina
- Gretchen Mol (VF : Françoise Cadol) : Sam Hennessy

## Production
Le 18 avril 2018, Netflix annule la série.

## Épisodes
1. Pilote (Pilot) réalisé par Gavin O'Connor
2. Le Souffle de Brenton (Brenton's Breath) réalisé par Jonathan Demme
3. Questions de vie et de mort (Matters of Life and Death) réalisé par Jon Amiel
4. Ce qui suit (That What Follows) réalisé par Tanya Hamilton (en)
5. Des dieux et des hommes (Of Gods and Men) réalisé par Coky Giedroyc
6. Jusqu'à ce que ça arrive (Until It Do) réalisé par Ernest Dickerson
7. Diable en boîte (Boxed Devil) réalisé par Ed Bianchi (en)
8. Libéré sous caution (Bailed Out) réalisé par Dan Attias
9. Les Témoins de l'accusation (Witnesses for the Prosecution) réalisé par Victoria Mahoney (en)
10. Un garçon sur son vélo (A Boy and a Bike) réalisé par Ed Bianchi

## Réception
La série a reçu un accueil positif, les critiques appréciant particulièrement le jeu des acteurs. Sur le site Rotten Tomatoes, Seven Seconds a reçu un score de 78 % d'approbation, avec une moyenne de 6,05/10 sur 39 critiques. Metacritic, qui utilise une moyenne pondérée, a attribué à la série un score de 68/100 en se fondant sur 20 critiques, indiquant des appréciations généralement favorables.

## Récompenses et nominations
- Nomination au Primetime Emmy Award de la meilleure actrice dans une mini-série ou un téléfilm pour Regina King à la 70e cérémonie des Primetime Emmy Awards